# کشتار خان یونس
کشتار خان یونس در ۳ نوامبر ۱۹۵۶ در شهر فلسطینی خان یونس و اردوگاه پناهندگان با همین نام در نزدیکی آن در نوار غزه در جریان بحران سوئز رخ داد.
مرحله اول قتل عام با پخش اعلامیه هایی از هواپیماها آغاز شد که به مردم نسبت به مقاومت در برابر نیروهای اسرائیلی هشدار می داد.سپس قتل عام در سوم نوامبر زمانی آغاز شد که ساکنان با بلندگوهای خودروهای نظامی از خواب بیدار شدند و از همه مردان و مردان جوان 16 تا 50 ساله خواستند خانه های خود را ترک کنند. نیروهای اسرائیلی سپس آنها را به دیوارها و میادین عمومی بردند و سپس با مسلسل بر روی آنها آتش گشودند که در روز اول صدها کشته به جا گذاشت.مرحله دوم که نه روز پس از کشتار اولیه رخ داد، شامل کشتار وحشیانه صدها فلسطینی بود. در 12 نوامبر 1956، یک واحد ارتش اسرائیل قتل عام دیگری را انجام داد که جان حدود 275 غیرنظامی را در همان اردوگاه گرفت.
به گفته بنی موریس در جریان عملیات نیروهای دفاعی اسرائیل برای بازگشایی تنگه‌های تیران در محاصره مصر، سربازان اسرائیلی دویست فلسطینی را در خان یونس و رفح تیرباران کردند. به گزارش کتاب مثلث سرنوشت اثر نوام چامسکی به نقل از دونالد نف، ۲۷۵ فلسطینی در جستجوی وحشیانه خانه به خانه برای فداییان کشته شدند (در حالی که گفته می‌شود ۱۱۱ نفر دیگر در رفح کشته شده‌اند).
مقامات اسرائیلی می‌گویند که سربازان ارتش اسرائیل با شبه نظامیان محلی مواجه شدند و نبرد درگرفت. سرهنگ ارتش اسرائیل، میر پائیل به آسوشیتدپرس گفت: «هرگز چنین درجه ای از کشتن وجود نداشت. کسی کشته نشد. من آنجا بودم. من از هیچ کشتاری خبر ندارم.»

## گزارش سازمان ملل متحد
در ۱۵ دسامبر ۱۹۵۶ گزارش ویژه مدیر آژانس امداد و کاریابی سازمان ملل متحد برای پناهندگان فلسطینی در خاور نزدیک که دوره ۱ نوامبر ۱۹۵۶ تا اواسط دسامبر ۱۹۵۶ را پوشش می‌داد، به مجمع عمومی سازمان ملل ارائه شد. این گزارش هر دو سوی «حادثه خان یونس» را بیان می‌کند. یادداشت‌های مدیر یک واقعه مشابه، یعنی کشتار رفح بلافاصله پس از اشغال آن شهر را نیز تصدیق می‌کند.منابع فلسطینی گزارش دادند که حداقل 500 فلسطینی در خان یونس در سوم نوامبر کشته شدند، در حالی که بر اساس گزارش آژانس امدادرسانی و کاریابی برای آوارگان فلسطینی در خاور نزدیک، که فهرستی معتبر از افرادی را که در ۳ نوامبر کشته شده‌اند گردآوری کرده‌است،تعداد کشته شدگان را ۲۷۵ نفر اعلام کرده است.

## اردوگاه پناهندگان
گزارش‌های ضدونقیضی از درگیری میان دو گروه از مردم در مجاورت اردوگاه خان یونس که پناهندگان آواره فلسطینی را در خود جای داده بود، نیز گزارش شد. عبدالله الحورانی مسئول سازمان آزادی‌بخش فلسطین در زمان کشتار در اردوگاه بود. او بیان کرد که مردان از خانه‌هایشان بیرون برده شده و توسط نیروهای دفاعی اسرائیل تیرباران شدند. خود حورانی به یاد دارد که بدون آسیب از اعدام خودسرانه جان سالم به در برده و فرار کرده‌است.

## بعد از حادثه
مقررات منع رفت و آمد بر شهروندان غزه مانع از آن شد که اجساد هم روستاییان خود را تحویل بگیرند و آنها را در طول شب در منطقه پراکنده کردند. قربانیان زخمی تیراندازی توسط کمیته بین‌المللی صلیب سرخ برای مداوا به شهر غزه منتقل شدند. اسرائیل در برابر فشارهای بین‌المللی، در مارس ۱۹۵۷ از غزه و سینا خارج شد. مدت کوتاهی بعد، یک گور دسته جمعی در مجاورت خان یونس کشف شد که حاوی اجساد با طناب بسته شده چهل مرد فلسطینی بود که از ناحیه پشت سر مورد اصابت گلوله قرار گرفته بودند.
منابع فلسطینی تعداد کشتگان را ۴۱۵ نفر به اضافه ۵۷ نفر دیگر که مجهول الهویه بوده یا ناپدید شده‌اند، ذکر کرده‌اند. به گفته عبدالعزیز رنتیسی - رهبر حماس در سال‌های بعد - که در زمان حادثه یک کودک ۸ ساله و شاهد اعدام عمویش بود، ۵۲۵ تن از اهالی غزه توسط ارتش اسرائیل «با قساوت» کشته شدند.
سرباز اسرائیلی مارک گفن در بحران سوئز در غزه خدمت می‌کرد. در سال ۱۹۸۲، گفن که روزنامه‌نگار شده بود، مشاهدات خود از قدم زدن در شهر بلافاصله پس از کشتار را منتشر کرد. او در روایت خود از خان یونس پس از اشغال می‌گوید: «در چند کوچه ما اجساد غرق در خونی را دیدیم که روی زمین پخش شده بودند، سرهایشان متلاشی شده بود. هیچ‌کس مراقب انتقال آنها نبود. وحشتناک بود گوشه ای ایستادم و بالا آوردم. نمی‌توانستم به منظره یک کشتارگاه انسانی عادت کنم.»